# Para la espera
Para la espera es el decimonoveno álbum del cantautor cubano Silvio Rodríguez. Publicado el 12 de junio del año 2020, el álbum está conformado por canciones compuestas en la década de 2010. Fue lanzado de forma digital vía el canal oficial en YouTube del cantautor, durante la pandemia mundial del coronavirus.[cita requerida]

## Lista de canciones
1. La adivinanza
2. Aunque no quiero, veo que me alejo
3. Conteo atrás
4. Noche sin fin y mar
5. Viene la cosa
6. Jugábamos a Dios
7. Si Lucifer volviera al paraíso
8. Una sombra
9. Los aliviadores
10. Modo frigio
11. Danzón para la espera
12. Después de vivir
13. Página final